# Эванс, Джон Дэвис
Джон Дэвис Эванс, (англ. John Davies Evans 22 января 1925 — 4 июля 2011) — британский археолог и академик , известный своими исследованиями доисторического периода Средиземноморья, в особенности доисторических культур Мальты. В 1940-е и 1950-е годы Эванс раскопал ряд мегалитических памятников Мальты. В 1975—1989 гг. занимал должность директора Института археологии в Лондоне.
Эванс получил образование в Ливерпульском институте. Его учеба была прервана началом Второй мировой войны, во время которой он служил в Блетчли-парке в качестве одного из преподавателей команды, участвующей в взломе новых настроек кода энигма каждый день.